# Gardineria hawaiiensis
Gardineria hawaiiensis is een rifkoralensoort uit de familie van de Gardineriidae. De wetenschappelijke naam van de soort is voor het eerst geldig gepubliceerd in 1907 door Vaughan.